# Jean-Pierre Vielfaure

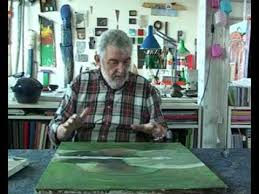
Jean-Pierre Vielfaure

Jean-Pierre Vielfaure (* 9. Juni 1930 in Algier, Algerien; † 27. April 2015 in Ivry-sur-Seine, Département Val-de-Marne) war ein französischer Maler.

## Leben
Vielfaures Großeltern waren von Südfrankreich nach Algerien ausgewandert. Sein Vater Robert Vielfaure (1904–1948) und seine Mutter Marie-Antoinette Alsac (1909–1957) hatten eine kleine Buchhandlung in Bab El-Oued, einem Vorort von Algier.
1938 verließ die Familie Vielfaure Algier und kehrte nach Frankreich zurück. Sie ließ sich in Rodez (Département Aveyron) nieder, wo Vielfaure seinen Schulbesuch absolvierte. Bereits als Schüler zeigte sich sein künstlerisches Talent und er sah in dieser Zeit seine Vorbilder in Max Ernst, Gustav Klimt, Robert Motherwell und einigen anderen Künstlern. Zu seinen Freunden in Rodez gehörten vor allem Jean Digot (1912–1995) und Pierre Soulanges (* 1919).
1952 ging Vielfaure nach Paris und ließ sich in Montmartre nieder. Dort machte er bald schon die Bekanntschaft mit Robert Lapoujade, über den auch Kontakt zur Kunsthändlerin Jeanne Bucher (Galerie Jaeger Bucher) hergestellt werden konnte. 1952 konnte Vielfaure zusammen mit den Künstlern Marcel Fiorini (1922–2008) und Louis Nallard (1918–2016) seine erste Ausstellung bestreiten. Fiorini wie auch Nallard kamen wie Vielfaure aus Algerien. 1955 richtete die Galerie Jaeger Bucher seine erste Solo-Ausstellung aus.
Durch seine Herkunft (→Pied-noir) war Vielfaure an der Kolonialpolitik Frankreichs sehr interessiert. Er lehnte die „Französische Doktrin“ ebenso ab wie den Algerienkrieg und gehörte Anfang September zu den Unterzeichnern des Manifests der 121.
Mitte der achtziger Jahre wurde in Ivry-sur-Seine ein Fabrikgelände mit großen Hallen umgewandelt. Es wurden für mehrere Künstler großzügige Werkstätten geschaffen, von denen Vielfaure eine mietete.
Nach langer schwerer Krankheit starb Jean-Pierre Vielfaure 2015 in Ivry-sur-Seine und seine Asche wurde im Jardin du souvenir auf dem städtischen Friedhof verstreut. Sein schriftlicher Nachlass wird von der Bibliothèque Kandinsky im Centre Georges-Pompidou in Paris (4. Arrondissement) verwaltet.

## Werke (Auswahl)
Installationen
- Apocalypse de l’atome. 1953.
- Les portes d’Ibiza. 1970/73.
- Les archéologies du futur. 1980.

Porträts
- Samuel Beckett. 1968.
- Marilyn Monroe. 1969.
- Jack Kerouac. 1971.
- Ernst Fuchs. 1971.
- Dylan Thomas. 1972.
- Michel Tournier. 1975.

Künstlerbücher
- Jean-Clarence Lambert: Le voir-dit. 1963.
- Ole Sarvig: Poèmes germes. 1967.

## Ausstellungen (Auswahl)
- 1961 Salon Comparaisons
- 1963 Société du Salon d’Automne
- 1973 ARoS Aarhus Kunstmuseum
- 2004 Bibliothèque Fourney